# BC Prienai
O BC Prienai (lituano:Krepšinio Klubas Prienai), também conhecido como BC Vytautas por razões de patrocinadores, é um clube profissional de basquetebol sediado na cidade de Prienai, Lituânia que atualmente disputa a Liga Lituana. Foi fundado em 1994 e manda seus jogos na Prienai Arena que possui capacidade de 1.500 espectadores.

## Temporada por Temporada
| Temporada | Nível | Liga | Pos. | Pós Temporada     | Liga Báltica     | Pos.             | Copa LKF           | Competições Europeias |
| --------- | ----- | ---- | ---- | ----------------- | ---------------- | ---------------- | ------------------ | --------------------- |
| 2002–03   | 2     | LKAL | 3    | Semifinalista     | –                | –                | –                  | –                     |
| 2003–04   | 2     | LKAL | 6    | Quartas de Finais | –                | –                | –                  | –                     |
| 2004–05   | 2     | LKAL | 12   | –                 | –                | –                | –                  | –                     |
| 2005–06   | 2     | NKL  | 4    | Semifinalista     | –                | –                | –                  | –                     |
| 2006–07   | 2     | NKL  | 7    | Quartas de Final  | –                | –                | –                  | –                     |
| 2007–08   | 2     | NKL  | 9    | –                 | –                | –                | –                  | –                     |
| 2008–09   | 2     | NKL  | 1    | Promovido         | –                | –                | –                  | –                     |
| 2009–10   | 1     | LKL  | 7    | Quartas de Final  | Fase de Grupos   | 2                | Segunda Fase       | –                     |
| 2010–11   | 1     | LKL  | 3    | Medalha de Bronze | Divisão de Elite | 6                | Terceiro Lugar     | –                     |
| 2011–12   | 1     | LKL  | 3    | Medalha de Bronze | Divisão de Elite | 8                | Quarto colocado    | Jogou a Eurocup       |
| 2012–13   | 1     | LKL  | 4    | Semifinalista     | Divisão de Elite | 2                | Campeão            | Jogou a Eurocup       |
| 2013–14   | 1     | LKL  | 4    | Semifinalista     | Divisão de Elite | 2                | Campeão            | –                     |
| 2014–15   | 1     | LKL  | 9    | –                 | Oitavas de Final | Oitavas de Final | Não classificou-se | -                     |